# Jazz-Institut Berlin
Das Jazz-Institut Berlin (JIB) ist eine gemeinsame Einrichtung der Hochschule für Musik „Hanns Eisler“ Berlin und der Universität der Künste Berlin.

## Gründung und Struktur
Das Jazz-Institut Berlin wurde am 1. Juli 2005 mit dem Ziel gegründet, die Ressourcen der  Jazz-Abteilungen beider Hochschulen angesichts der Sparpolitik des Berliner Senats im Bildungswesen zu bündeln. Es nahm im Wintersemester 2005/2006 seinen Betrieb auf. Mit der Neugründung wechselte das Lehrpersonal beider Hochschulen (darunter Musiker wie Sigi Busch, David Friedman, John Hollenbeck, Judy Niemack-Prins, Gerard Presencer, Jiggs Whigham) an das gemeinsame Institut.
Die Studiengänge Jazz des JIB sind in die Fachbereiche Holzbläser, Blechbläser, Gesang, Klavier, Saiteninstrumente, Schlagzeug-Percussion, Mallets sowie Wissenschaft, Theorie und Medien gegliedert. Es wird vom künstlerischen Direktor Wolfgang Köhler (HfM Hanns Eisler), und dem geschäftsführenden Direktor Björn Sickert (HfM „Hanns Eisler“) geleitet. Der künstlerische Direktor ist Vorsitzender der Gemeinsamen Kommission, der zentralen Entscheidungsinstanz des JIB; sein Stellvertreter ist der geschäftsführende Direktor.
Ein eigenes Gebäude mit Proberäumen, Tonstudio und Café wurde im Januar 2009 in einem ehemaligen Kino der Filmhochschule am Charlottenburger Einsteinufer bezogen. Herzstück ist der Georg-Neumann-Saal, ein Veranstaltungssaal für bis zu 329 Besucher.

## Studiengänge
Ausbildungs- und Arbeitsziel des JIB „ist die Wegfindung zur eigenen künstlerischen Identität in Verbindung mit dem Berufsbild des professionellen Jazzmusikers“.
Aktuell können am JIB die Studiengänge
- Bachelor of Music (Jazz),
- Master of Music (Jazz) sowie
- EUJAM (European Jazz Master)

belegt werden. Studienbeginn für den Bachelorstudiengang und den EUJAM ist im Wintersemester, Studienbeginn für den Masterstudiengang ist im Sommersemester.
Die Regelstudienzeit beträgt acht Semester (Bachelor), zwei Semester (Master) sowie vier Semester (EUJAM).

## Lehrkräfte (Auswahl)
- Heinrich Köbberling (* 1967), Schlagzeug
- Nenad Vasilić (* 1975), Kontrabass
- Céline Rudolph (* 1969), Gesang
- Peter Weniger, Saxophon
- Wolfgang Köhler, Klavier
- Geoffroy de Masure, Posaune
- Tino Derado, Klavier, Ensemble
- Wolf Kampmann, Jazzgeschichte
- Nicolai Thärichen, Klavier
- Volker (Holly) Schlott, Saxophon
- Andreas Schmidt, Klavier
- Thorsten Wollmann, Komposition/Arrangement, Orchestration und Ensemble u. v. a.

Gastprofessoren im Sommersemester 2017 waren:
- Martin Auer (* 1976) (Trompete)
- Kai Brückner (Gitarre)
- Patrice Héral (Schlagzeug)
- Jörg Achim Keller (Arrangement und Komposition)

Ehemalige Lehrerinnen und Lehrer:
- Judy Niemack, Jazz-Gesang